# Lophozia gymnocoleopsis
Lophozia gymnocoleopsis là một loài Rêu trong họ Jungermanniaceae. Loài này được R.M. Schust. & J.J. Engel mô tả khoa học đầu tiên năm 1975.